# Val-Bélair
Pour les articles homonymes, voir Bélair.
Val-Bélair est un des 35 quartiers de la ville de Québec (Québec, Canada), et l'un des quartiers de l'arrondissement de La Haute-Saint-Charles. Il s'agit d'une ancienne ville ayant fusionné à Québec le 1er janvier 2002. 
Le quartier d'aujourd'hui est légèrement plus grand que le territoire de l'ancienne ville. Il comporte, en plus des limites de l'ancienne ville, une portion du territoire du quartier Neufchâtel de l'ancienne ville de Québec (situé à l'ouest de l'autoroute Henri-IV et au sud de la route Sainte-Geneviève) ainsi qu'une toute petite portion de l'ancienne ville de Sainte-Foy, le secteur du Lac-Côté.

## Histoire
À l'époque de la Nouvelle-France, le territoire de Val-Bélair est partagé entre plusieurs seigneuries.  
L'une d'entre elles, le Fief de Bélair, est concédé à Guillaume Bonhomme en 1682 puis la concession ratifiée le 15 avril 1684 par le roi Louis XIV.  Le territoire mesure une lieue de front sur deux lieues dans l'axe perpendiculaire au fleuve Saint-Laurent, entre la rivière Jacques-Cartier et la seigneurie de St-Augustin, et comprend le Mont Bélair ainsi que le Lac Bonhomme.  À sa mort, le 14 mars 1710, le territoire est divisé entre les enfants de Guillaume Bonhomme, partage difficile qui demandera l'implication de l'intendant Jacques Raudot.  Nicolas, portant le surnom de Seigneur du lac, revend sa part aux Jésuites en 1710. Son frère Guillaume doit mettre aux enchères sa part pour régler une dette d'honneur le 23 mai 1729; François-Étienne Cugnet, qui en prend possession, revendra en 1733 également le territoire aux Jésuites.  Les autres enfants Bonhomme feront de même de 1733 à 1743 et l'ensemble du territoire appartient finalement aux Jésuites. En 1800, alors que meurt le dernier Jésuite à Québec et puisque l'ordre a été dissous en 1777 par le pape Clément XIV, le territoire de la seigneurie devient "Terre de la Couronne" britannique,. Le 30 mai 1855, l'Acte des municipalités et des chemins du Bas-Canada donne naissance aux divisions municipales au Bas-Canada et le territoire est rattaché à la municipalité de paroisse de Saint-Ambroise-de-la-Jeune-Lorette.

### Saint-Gérard-Majella
La paroisse de Saint-Gérard-Majella (parfois orthographié Magella) est fondée en 1906 puis détachée de L'Ancienne-Lorette et de Saint-Ambroise-de-la-Jeune-Lorette à l'occasion de son élection canonique en 1909. Les autorités ecclésiastiques considéraient en effet que les résidents de « la montagne à Bonhomme » avaient trop de chemin à faire pour se rendre à l'église de à Saint-Ambroise-de-la-Jeune-Lorette (qui devint Loretteville). Elle donnera son nom à la municipalité de paroisse créée la même année, qui comprend déjà les mêmes limites que la future ville de Val-Bélair. La paroisse est nommée d'après saint Gérard Majella (1726-1755), prêtre rédemptoriste, canonisé en 1904, soit peu de temps avant sa création. Les habitants vivent de l'industrie du bois et de la chasse. Un service de buanderie viendra s'y établir par la suite et emploiera plusieurs habitants.
En 1914, les premiers chalets sont installés sur le chemin qui deviendra plus tard le Boulevard Pie-XI. Des conflits éclatent rapidement entre les ruraux de la Montagne à Bonhomme et les résidents temporaires, entre autres sur le sujet des taxations. En 1933, la municipalité de Val-Saint-Michel est créé dans les débats à partir du territoire de Saint-Gérard-Majella. La nouvelle ville de Val-Saint-Michel demeure au début une ville d'été, produit du phénomène nouveau de villégiature. Ce n'est d'ailleurs qu'en 1951 qu'un résidant permanent de l'endroit fut élu maire, alors qu'auparavant seuls des résidents de Québec possédant un pied-à-terre à Val-Saint-Michel s'étaient retrouvés à la mairie.

### Bélair
En 1965, la municipalité de Saint-Gérard-Majella devient une ville et son nom est modifié pour Bélair, du nom de la seigneurie concédée en 1682 par l'intendant Jacques de Meulles et le gouverneur Le Febvre de La Barre à Guillaume Bonhomme, laquelle était également connue jadis sous l'appellation de Bélair. D'ailleurs, un secteur de la ville portait le nom Bélair en rappel du noyau central de l'ancienne municipalité homonyme. La paroisse conserve le nom de Saint-Gérard-Majella.

#### Maires de Saint-Gérard-Majella / Bélair
- 1910-1913 : Odilon Rochette (Premier maire de Saint-Gérard Majella)
- 1913-1918 : Xavier Légaré
- 1918-1924 : Joseph-Thomas Savard
- 1925-1927 : Xavier Légaré
- 1927-1928 : Charles Savard (terme complété par Adélard Savard)
- 1929-1935 : Désiré Beaumont
- 1935-1939 : Joseph-Omer Daigle
- 1939-1943 : Philippe Rochette
- 1944-1947 : Pierre "Petit" Daigle
- 1947-1955 : Alexandre Daigle
- 1955-1963 : "Grand" Pierre Daigle
- 1964-1969 : Gaston Robitaille
- 1969-1972 : Normand Soucy
- 1972-1973 (mars) : Gaston Robitaille (deuxième mandat)
- 1973 (mars)-1977 (mars)  : Léopold Bélanger (maire de Bélair puis de Val-Bélair)

##### Hommages toponymiques
- La rue du Capitolin porta le toponyme de « rue Robitaille », entre 1960 et 1969, en l'honneur du maire de Saint-Gérard-Majella et de Bélair, Gaston Robitaille dans les municipalités de Saint-Gérard-Majella et de Bélair.

### Seconde Guerre mondiale
Tant Bélair que Val-Saint-Michel bénéficient d'une forte augmentation de la population lors de la Seconde Guerre mondiale, à partir de 1939, alors que beaucoup d'habitants civils travaillent à la base militaire et aux usines d'armement voisines. Après la guerre, la villégiature se développe et apporte son lot de nouveaux résidents. Les règlements de construction et d'habitation laxistes combinés à des prix de terrains bas amènent également des résidents pauvres de Québec à venir s'y installer. 
Tellement que le gouvernement du Québec déclare Bélair « sous-développé », ce qui deviendra un frein majeur à son développement, les institutions financières refusant de prêter afin de ne pas voir leur investissement déprécié. Lorsque la ville révise ses règlements d'urbanisme quelques années plus tard, la construction reprendra. Le développement de la base militaire de Valcartier contribuera également à l'apport de nouveaux résidents et au développement résidentiel jusqu'aux années 1970.

### Val-Bélair

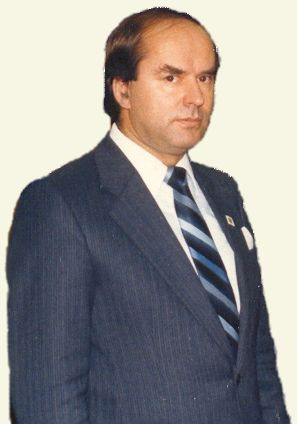
Claude Beaudoin, maire de Val-Bélair de 1982 à 2001.

Logo de l'ancienne ville de Val-Bélair.

Le développement de nouvelles infrastructures pour accueillir les résidents coûte cher, et les deux villes sont fortement endettées. Un premier projet de fusion avec la ville de Sainte-Foy ne se réalise pas. Afin de réduire les doublons, la municipalité de Bélair prendra le nom de « Val-Bélair » le 1er janvier 1974, par suite de la fusion intervenue entre Bélair et Val-Saint-Michel. La nouvelle municipalité est régie par la Loi sur les cités et villes et, à compter de la première élection générale en novembre de la même année, le nombre des membres du conseil est fixé à sept, soit un maire et six conseillers. Une promesse du gouvernement provincial d'une subvention d'un million de dollars pour effacer la dette ne se concrétise pas, les finances s'embourbent et la ville sera mise brièvement sous tutelle quelques années après sa création, en mars 1977.
Les habitants de Val-Bélair, campagnards près de la ville à l'origine, et fruits d'un parcours chaotique, servent dans les années 1980 de têtes de turc à quelques représentants des médias locaux et humoristes. Cependant, à la suite d'une campagne de promotion importante et au slogan « Val-Bélair, ville de la nature », d'une amélioration des infrastructures municipales et d'un embellissement floral des artères, elle connaît au début des années 1990 une expansion de sa population, en partie grâce à Claude Beaudoin, maire durant près de 20 ans. Elle passera ainsi de 11 000 habitants en 1971 à plus de 22 000 habitants en 2002. Lors des élections municipales de 1998, le nombre de conseillers passe à huit afin de refléter cette augmentation. De nouvelles infrastructures (écoles, bibliothèque, activités de loisirs et culturels) sont mises en place et plusieurs commerces s'y ouvrent. Val-Bélair devient progressivement une banlieue où bon nombre de jeunes familles viennent s'installer, tout en travaillant souvent à l'extérieur des limites de la ville.

#### Maires de Val-Bélair
- 1974-1977 (mars) : Léopold Bélanger

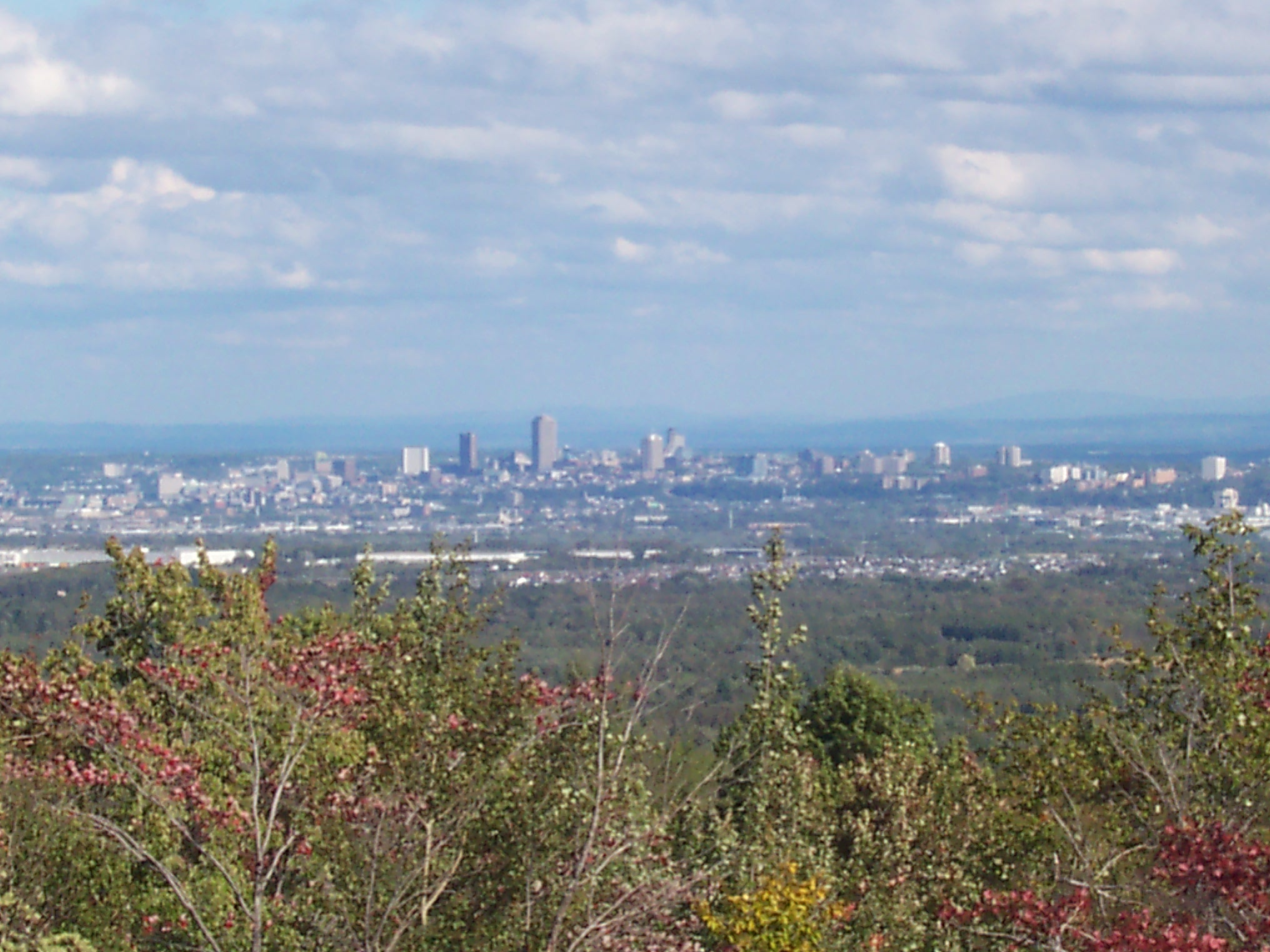
Le centre-ville de Québec, vu depuis la base de plein-air La Découverte.

- 1978-1982 : Yvan Dubé
- 1982-2001 : Claude Beaudoin

### Anciens emblèmes
Les armoiries de l'ancienne ville sont fleurdelysées pour représenter l'attachement au Québec, présentent deux portails représentant les deux principales voies d'accès à la ville (nord et sud), l'omniprésence de la forêt et un chevron inversé (le « V » de Val-Bélair). Les couleurs utilisées principalement sont l'argent (blanc), le sable (noir), le gueules (rouge) et l'or (jaune). La version latine de la devise « Que l'unité se fasse » y est inscrite.
En 2000, l'ancienne ville se choisit un emblème floral, soit l'Iris sanguina, connue également sous le nom de Snow Queen (Reine des neiges).

### Regroupement avec Québec
La ville de Val-Bélair est fusionnée à la ville de Québec avec toutes les autres villes de la Communauté urbaine le 1er janvier 2002 lors d'une réorganisation des entités municipales à la grandeur de la province de Québec orchestrée par le gouvernement du Québec dirigé par le Parti québécois. Il intègre d'abord l'arrondissement Laurentien, mais à la suite de la dissolution de ce dernier le 1er novembre 2009, il fera dès lors partie de l'arrondissement de La Haute-Saint-Charles. L'appellation Val-Bélair est toutefois préservée et identifie maintenant un secteur correspondant au territoire de l'ancienne ville. Lors du recensement de 2001, Val-Bélair compte 20 176 habitants, chiffre ajusté à près de 22 000 habitants en 2002. 
Un nouveau gouvernement libéral, élu lors des élections générales de 2003, permet aux habitants des anciennes villes fusionnées par le gouvernement précédent de voter sur la question de reconstitution de leur ancienne municipalité. En 2004, les habitants de Val-Bélair, bien qu'ils obtiennent la tenue d'un référendum en raison du nombre suffisant de personnes ayant signé un registre à cet effet, finissent par ne pas voter en faveur de la reconstitution. Les résultats sont cependant serrés, les partisans du maintien au sein de la ville de Québec l'emportent dans une proportion de 50,24 %. Le résultat s'inscrit dans celui de la majorité de leurs nouveaux concitoyens de la nouvelle grande ville qui votent en faveur du maintien au sein de Québec, à l'exception de ceux de L'Ancienne-Lorette et de Saint-Augustin-de-Desmaures. 
Ainsi, aujourd'hui, le quartier de Val-Bélair est situé dans la deuxième couronne périphérique du centre-ville. En effet, sa vocation est celle d'un quartier hautement résidentiel agrémenté de plusieurs parcs de proximité.

## Portrait du quartier actuel

### Géographie et transports

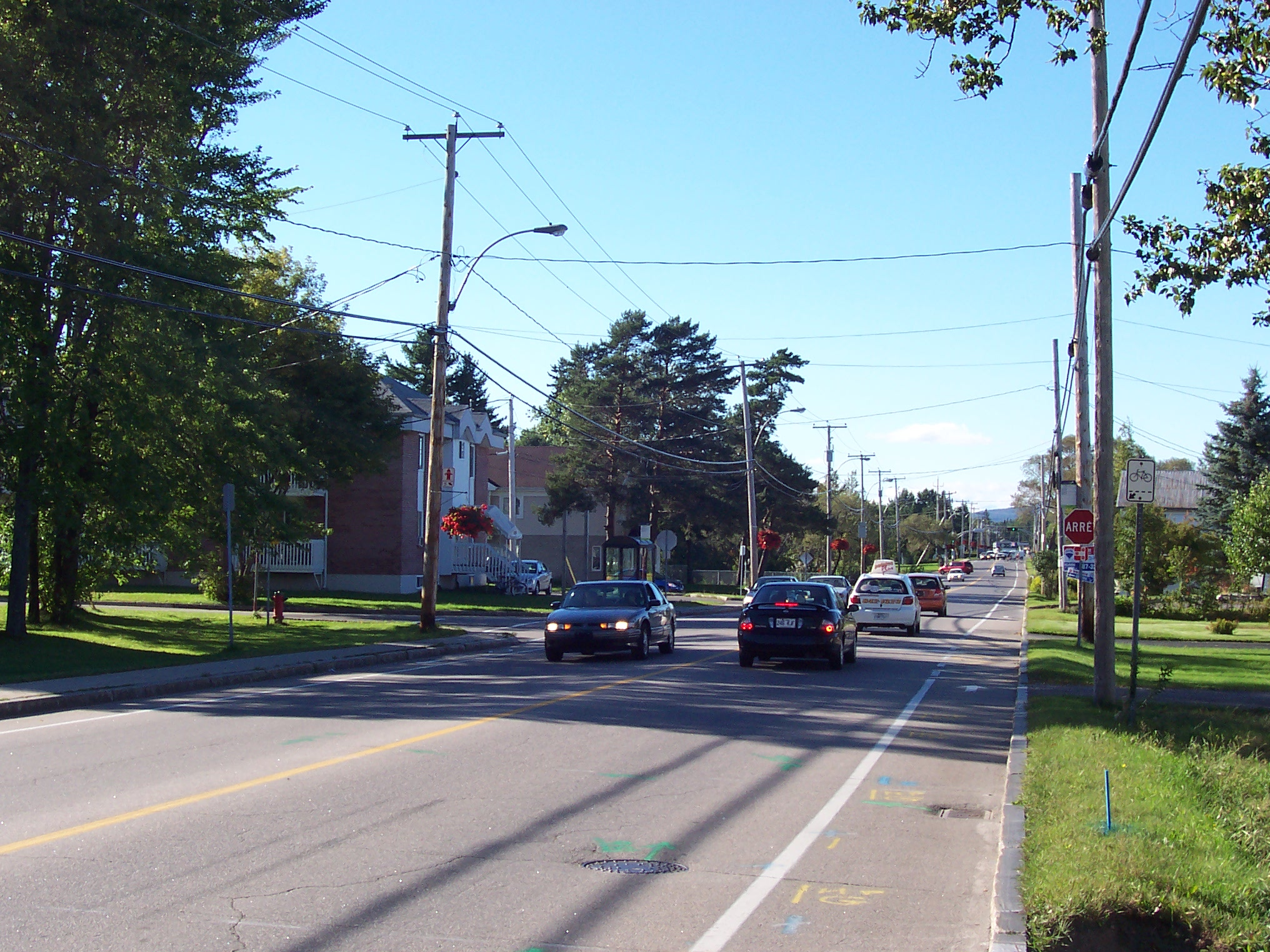
Le boulevard Pie-XI.

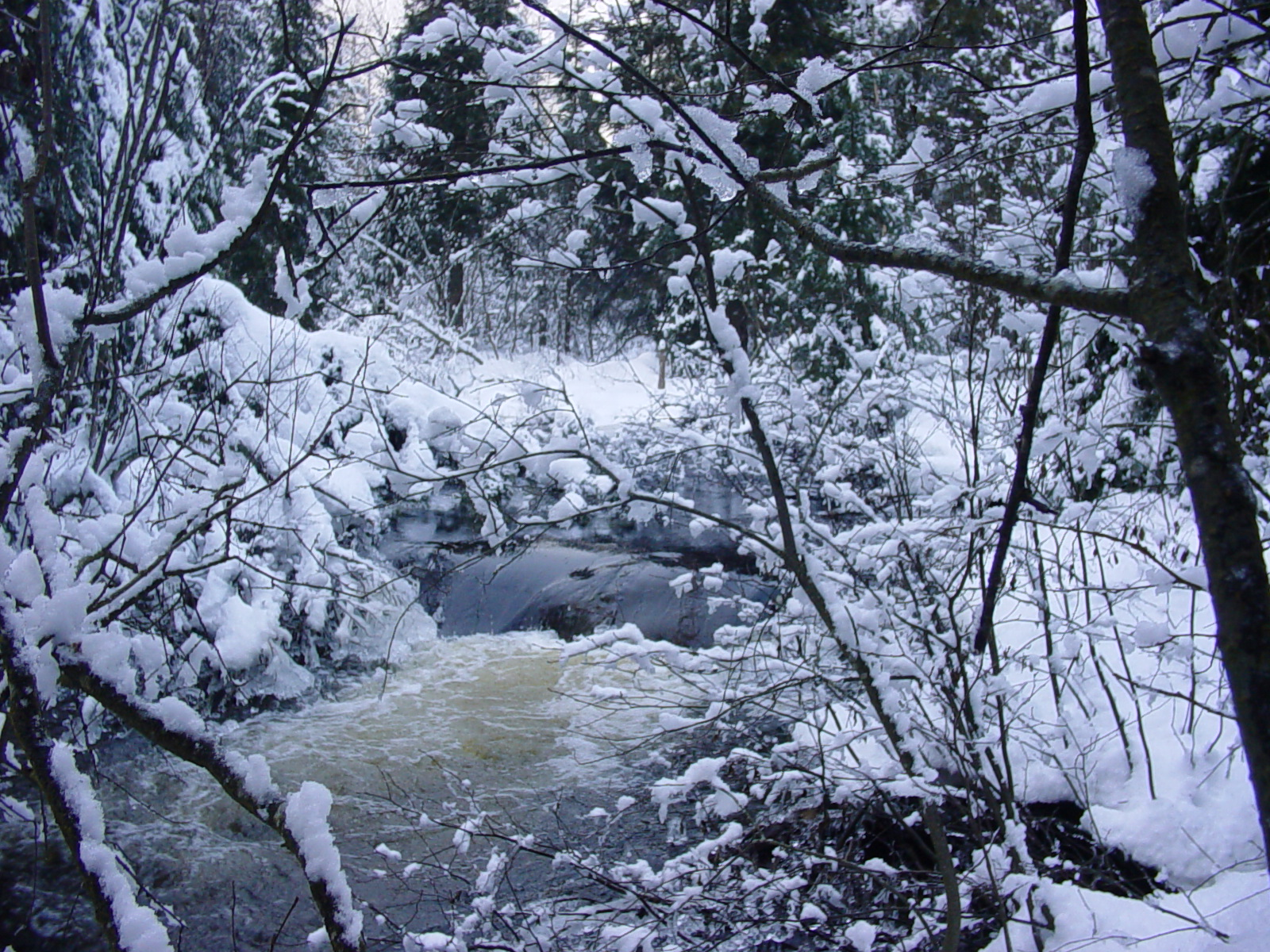
La rivière Nelson en hiver.

Val-Bélair occupe un territoire de 69 km² dans la partie nord-ouest de la ville. Elle est bornée à l'est par le quartier Des Châtels, au sud par le quartier de l'Aéroport (Sainte-Foy-Sillery-Cap-Rouge) et à l'ouest par la municipalité de Sainte-Catherine-de-la-Jacques-Cartier. Ceinturée au nord par les Laurentides et la Garnison Valcartier, elle s'étend sur une série de collines de faible pente, dominée par le Mont-Bélair avec ses 485 mètres au-dessus du niveau de la mer. Elle est parcourue par un réseau de ruisseaux, rivières, petits lacs et étangs, dont les principaux sont la rivière Nelson et le Lac Bonhomme. Son territoire non-développé est boisé par une forêt mixte riche en conifères, bouleaux et peupliers.
L'accès le plus direct au quartier se fait par l'autoroute Henri-IV, qui traverse la limite est de son territoire du sud (vers l'arrondissement Sainte-Foy–Sillery–Cap-Rouge), au nord (vers la base militaire de Valcartier). Trois routes transversales permettent aussi d'y accéder, soit du sud au nord : la route Sainte-Geneviève, l'avenue Industrielle et la rue de Montolieu. Ces routes permettent de rejoindre vers l'ouest la principale artère du secteur, le boulevard Pie-XI, également d'axe nord-sud, et qui rejoint l'autoroute Henri-IV à la limite nord-est du territoire. Ces trois routes transversales sont, avec l'avenue de la Montagne, les principales artères d'axe est-ouest du secteur, et joignent également le boulevard Pie-XI avec la route de l'Aéroport, d'axe nord-sud. L'avenue de la Montagne permet en outre d'atteindre le sommet du mont Bélair.
L'activité commerciale du quartier (centres commerciaux, restaurants, commerces) se concentre sur le boulevard Pie-XI, principalement près de ses intersections avec l'avenue Industrielle et l'avenue de la Montagne. Depuis peu, un nouveau coin commercial a été inauguré. Le carrefour de la Bravoure contient désormais un St-Hubert, un point de service Desjardins, un Tim Hortons, un Topla, un Ben & Florentine et beaucoup sont à venir. Il est situé directement au coin de l'avenue Industrielle et de l'autoroute Henri-XI/Autoroute de la bravoure. Les quartiers résidentiels sont en périphérie, et en majeure partie à l'ouest du boulevard. Un petit parc industriel a été aménagé au nord de l'avenue Industrielle, entre le Boulevard Pie-XI et l'autoroute Henri-IV. À l'ouest, le quartier est moins densément peuplé et montre un paysage plutôt rural, ses frontières ouest et nord traversant par endroits un territoire plutôt sauvage où même le coyote et le cerf de Virginie peuvent être rencontrés.

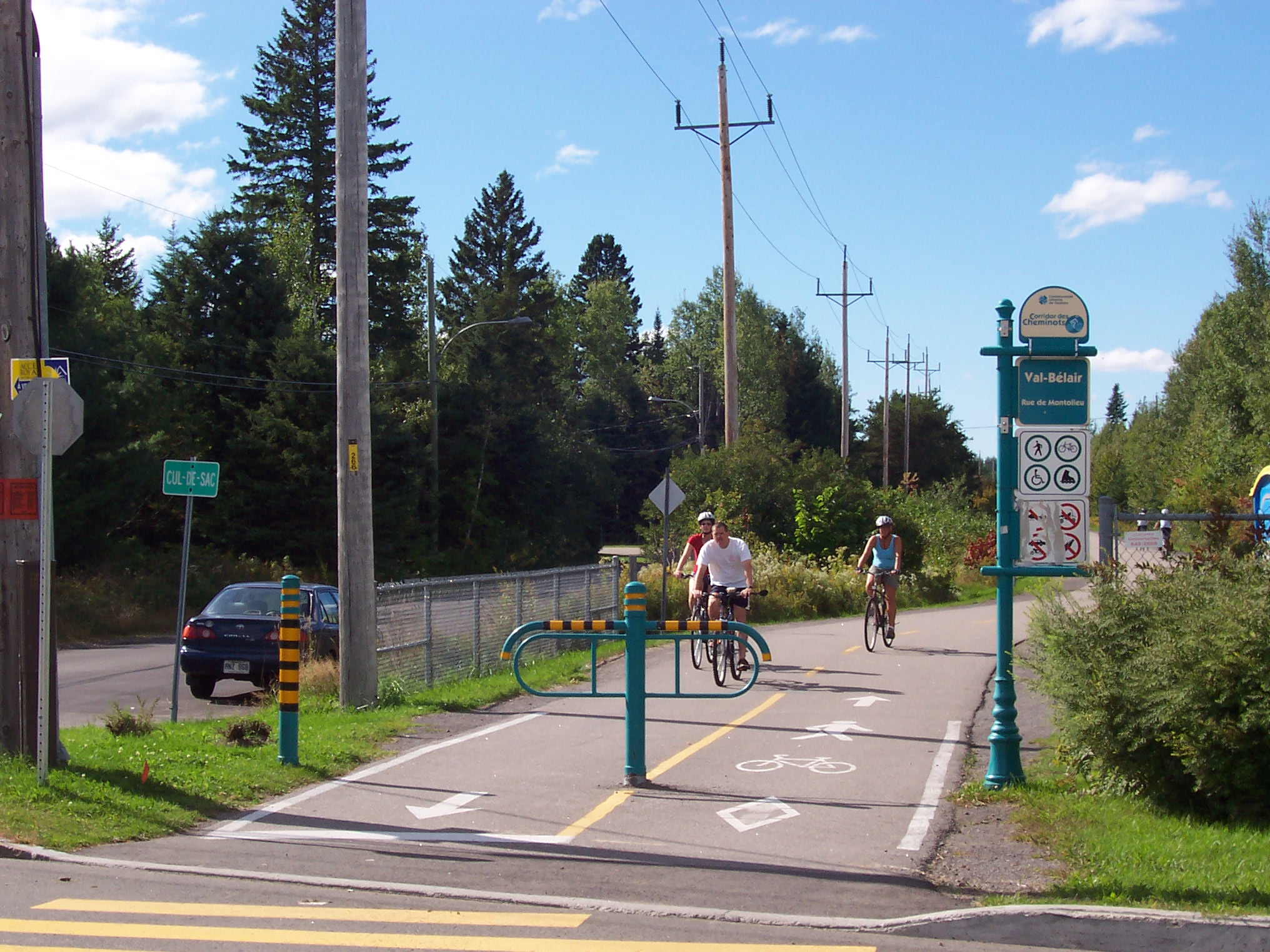
Piste cyclable du Corridor des Cheminots.

L'ancienne voie ferrée d'axe nord-sud a été transformée en piste cyclable et fait partie du Corridor des Cheminots qui se rend au sud jusqu'au centre-ville de Québec et à la limite nord du quartier qui rejoint la longue piste cyclable de la Jacques-Cartier vers Portneuf.
Val-Bélair est desservi par le Réseau de transport de la Capitale par le parcours 77 (vers le terminus Les Saules dans le quartier du même nom de Québec), le parcours 74 (vers la place Jacques-Cartier dans l'arrondissement de La Cité-Limoilou), le parcours 70 (vers l'arrondissement de La Haute-Saint-Charles) en plus de trois parcours express, disponible sur semaine, le 277 vers le centre-ville de Québec, le 377 vers le secteur institutionnel de l'arrondissement Sainte-Foy-Sillery-Cap-Rouge et le 577 vers le secteur commercial et les bureaux de l'arrondissement Sainte-Foy–Sillery–Cap-Rouge.

### Infrastructures
L'ancien hôtel de ville de Val-Bélair est maintenant un point de service de l'arrondissement de La Haute-Saint-Charles. De plus, le centre culturel Georges-Dor y a été ajouté afin de permettre la tenue de spectacles et de diverses activités culturelles. On y compte également une caserne de pompiers, un poste de police et des installations pour les travaux publics qui formaient dans l'ancienne ville le complexe municipal.
Le réseau d'eau potable du secteur Val-Bélair est maintenant connecté au réseau d'eau potable de Québec depuis 2009, à la suite de la fermeture de deux des cinq puits existants.  Les puits Montolieu et Modène ont dû cesser leur opération.  Cependant, les puits Méduse, Honfleur et Henri-IV sont toujours opérationnels. La qualité des puits répond en tout point aux normes sur l'eau potable du Québec, malgré parfois des taux élevés de manganèse et de fer. Cependant, des premiers indices d'une contamination mineure au TCE, sous les normes acceptables, ont été détectés aux puits situés dans la zone nord de la ville, à proximité de la Garnison Valcartier (une garnison militaire des Forces armées canadiennes) et de la municipalité de Shannon où ce problème est beaucoup plus aigu.

### Parcs, espaces verts et loisirs

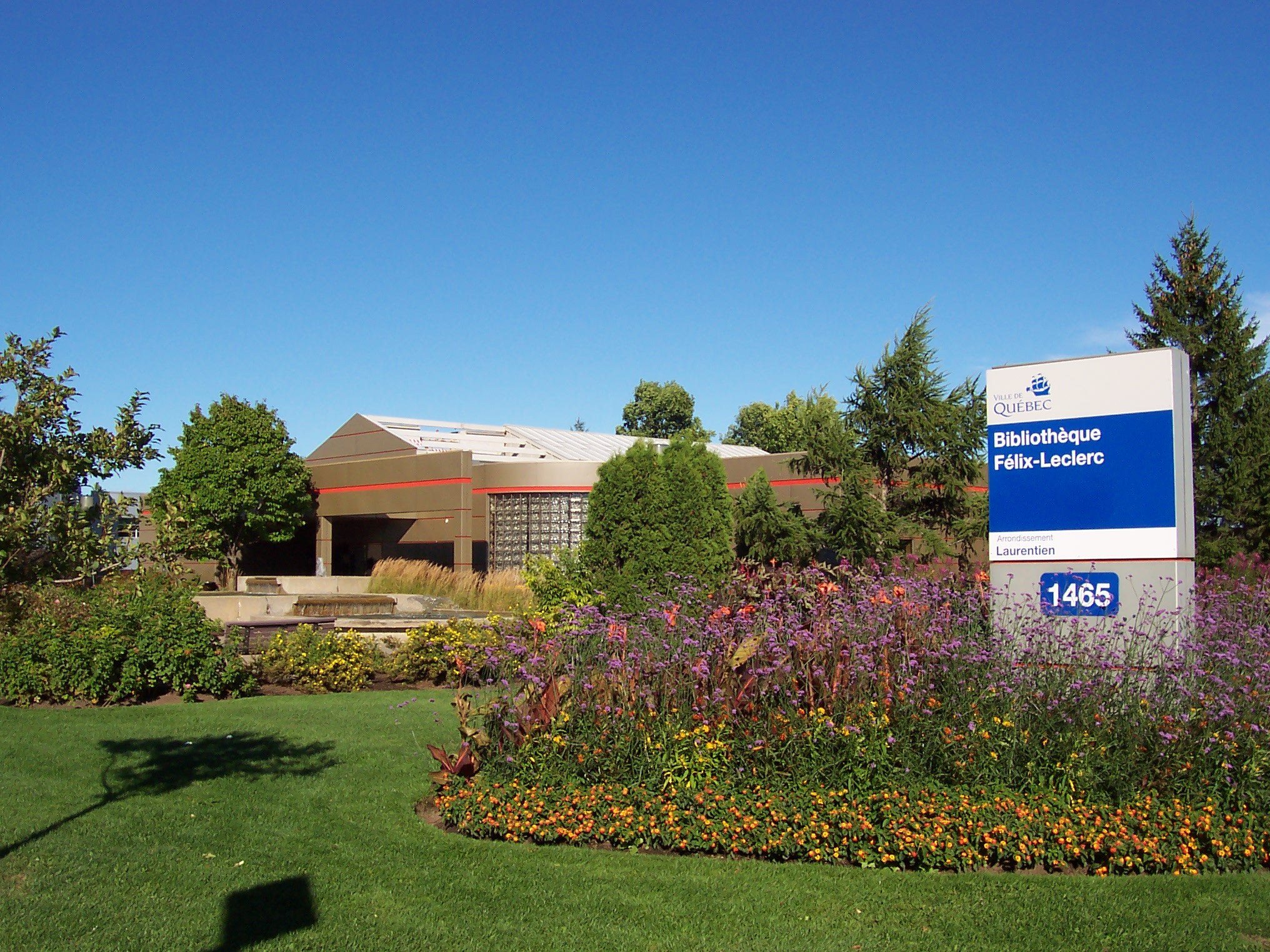
Bibliothèque Félix-Leclerc en 2008.

L'ancienne ville avait pour slogan Ville de la nature, reflétant l'importance des espaces verts sur son territoire. La base de plein air de Val-Bélair permet aux amants de la nature de venir y pratiquer le ski de fond et la raquette l'hiver sur 55 kilomètres de pistes aménagées l'hiver. L'été, on y retrouve une piscine en plein air et un camp de jour dont les activités sont organisées pour les enfants et adolescents. Un petit observatoire astronomique y a été également aménagé et est utilisé par le club d'astronomie IO et pour des activités grand public.
Le mont Bélair, quoique non aménagé, est un site connu des amateurs de descentes à vélo de montagne et d'escalade. Le schéma d'aménagement de la Ville de Québec prévoit l'acquisition d'une partie du territoire afin d'aménager un Parc Nature de 560 hectares permettant les activités de plein air sur le site, ce qui en ferait le plus grand parc de la ville. On retrouve sur le mont Bélair les antennes qui permettent la diffusion de plusieurs réseaux de radio et de télévision de la région de Québec.
Le territoire compte plusieurs terrains de soccer et de baseball l'été, ainsi que des arénas de hockey et glaces à ciel ouvert l'hiver, principalement près des écoles.
Un golf 9 trous de type Executive, de normale 33 et éclairé le soir a été au centre d'un développement domiciliaire dans les années 1990. On peut également y pratiquer le Freesbee golf. Il est maintenant fermé, et un développement domiciliaire est attendue depuis déjà quelques années.
Le secteur est parsemé de petits parcs. Parmi les plus importants on trouve le parc de détente Belle-Eau, aménagé autour d'un petit lac, ainsi que le parc La Chanterelle, comptant des aires de jeu et de sport, des terrains de tennis, une rivière à canards et un vaste terrain qui permet les activités socio-culturelles. C'est à cet endroit qu'est présenté chaque année le grand spectacle des Fêtes de Val-Bélair, le 24 juin. C'est également à cet endroit qu'étaient organisées les "Olympiades Optimistes", une activité d'un week-end pour les enfants qui leur permettait de participer à des épreuves sportives dans une ambiance participative, organisée par le Club Optimiste de Val-Bélair. Le changement de terrain du parc a interdit aux Olympiades de continuer.
La Bibliothèque Félix-Leclerc est à proximité et offre des services de prêts de livres et disques, des accès Internet, et des conférences et expositions à la galerie Adagio. Elle est agrandie de mille mètres carrés en 2008, et est reliée à l'école secondaire l'Odyssée par une passerelle.  
Le centre sportif de l'école L'Odyssée comprend un centre aquatique (piscine et pataugeoire) et des gymnases accessibles au grand public.
De nombreux clubs et organismes de loisirs : Cercle des fermières, scouts, école de musique La Symphonie, école de danse, club de scrabble Voca-Bélair, club de patinage artistique, association de baseball mineur, association de soccer mineure, club de marche Volkssport, etc.

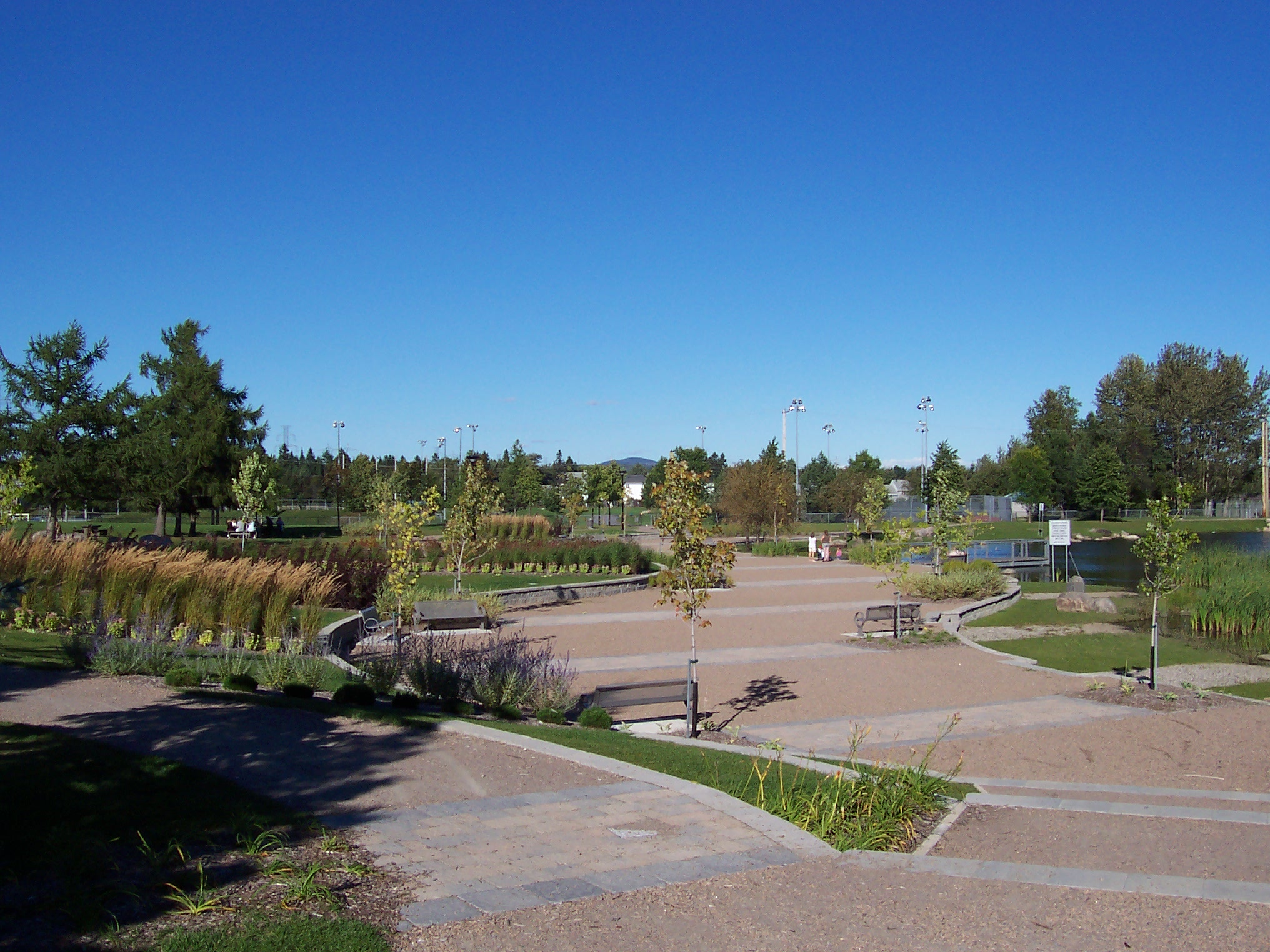
Parc La Chanterelle.
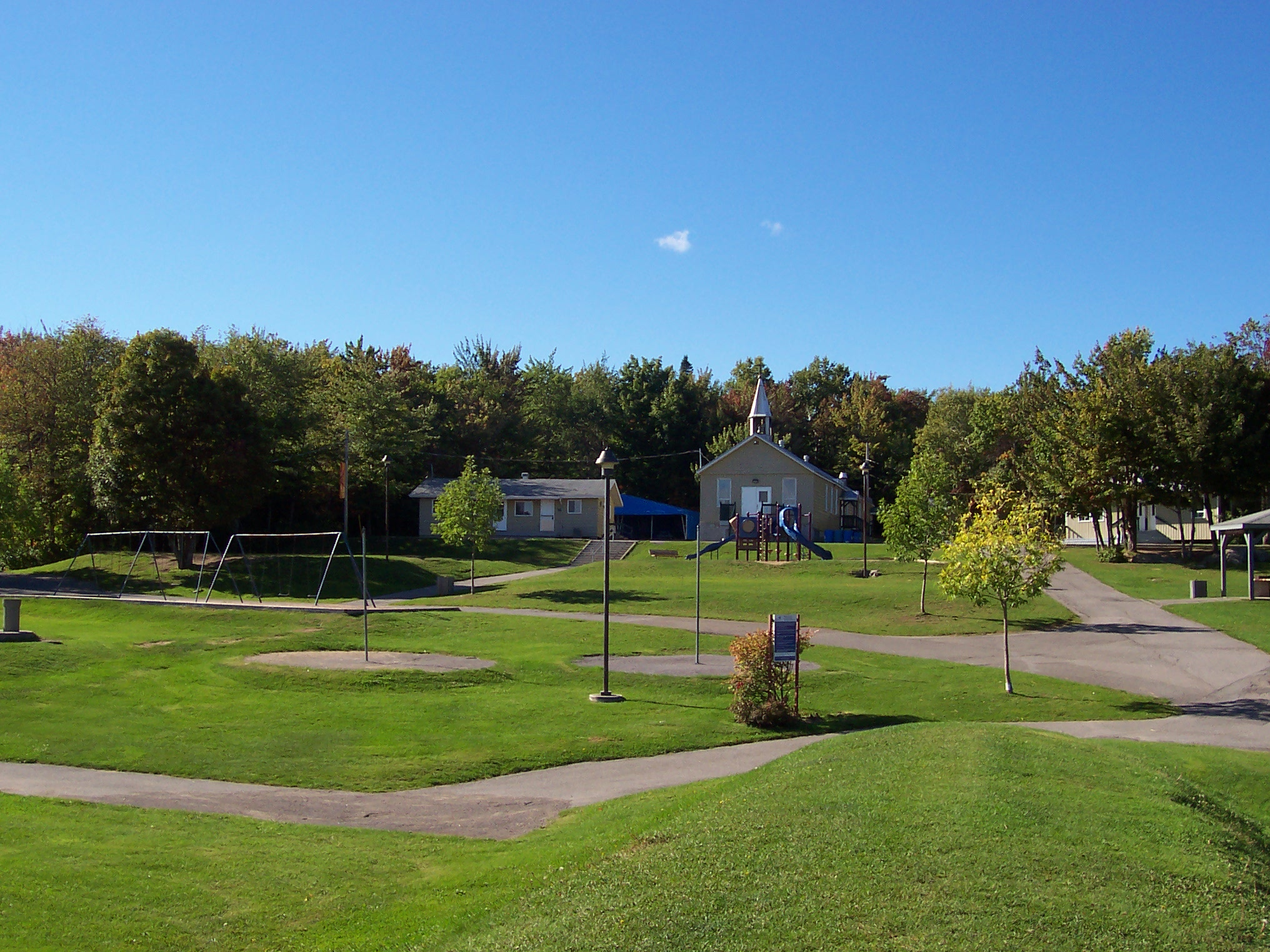
Base de Plein air La Découverte.
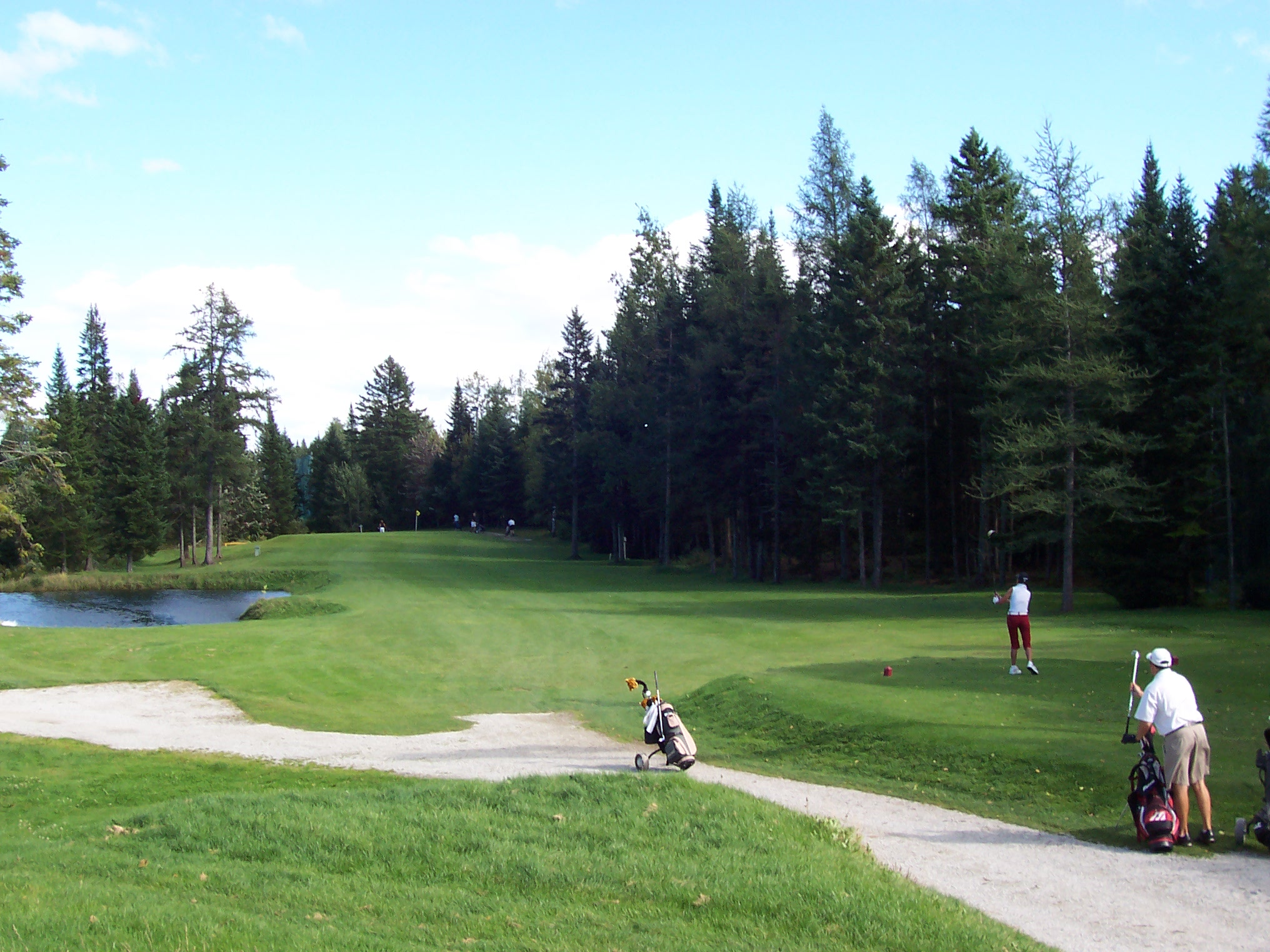
Ancien club de golf Val-Bélair.
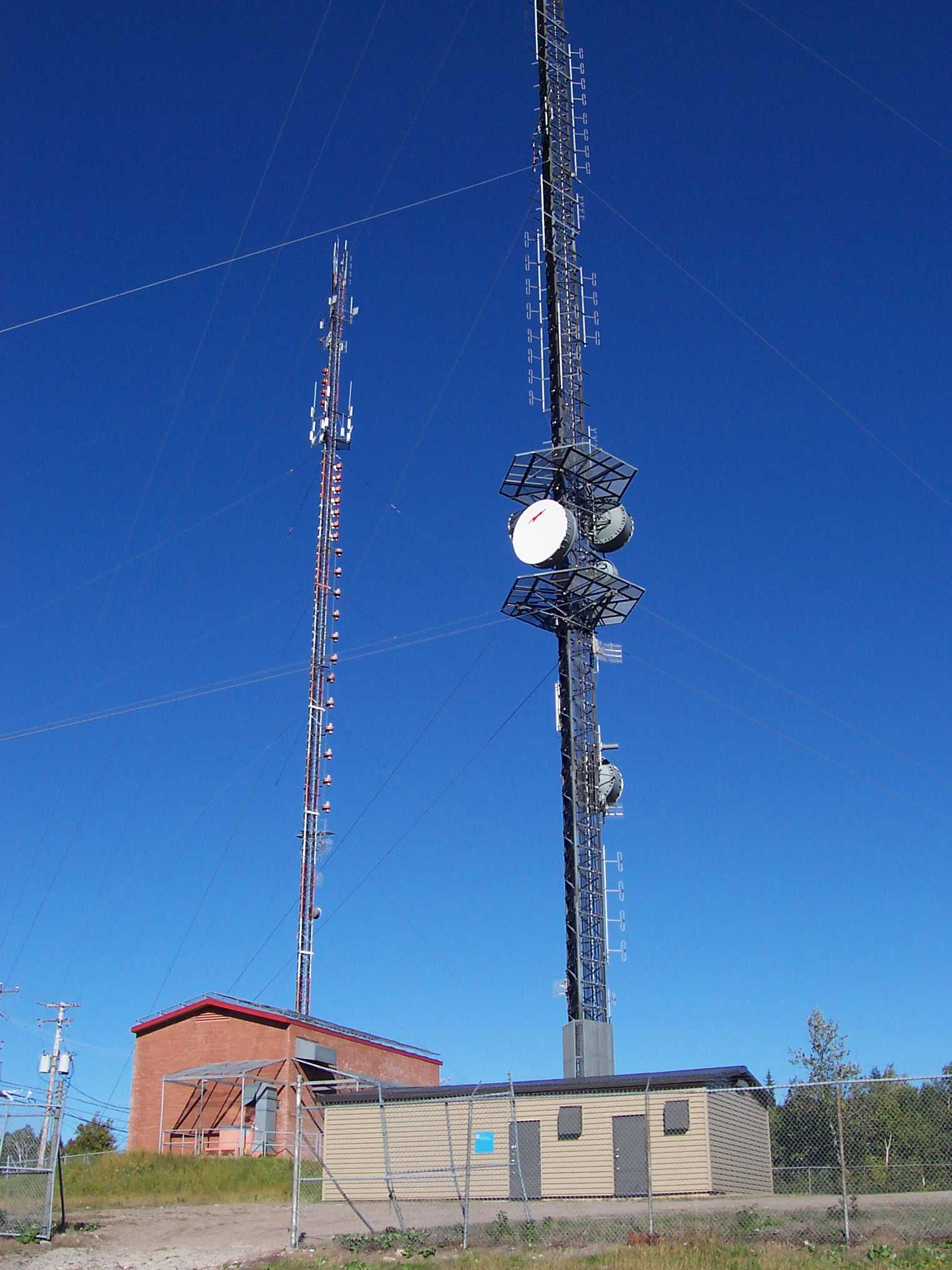
Tours de communication au sommet du mont Bélair

### Institutions

#### Institutions scolaires
- Commission scolaire de la Capitale
  - École primaire l'Orée-des-Bois (1389, rue des Camarades)
  - École primaire Amédée-Boutin (1015, av. de l'Église Sud)
  - École primaire du Val-Joli (1735, boul. Pie XI Nord)
  - École primaire Jules-Émond (1065, av. de la Montagne Est)
  - École primaire La Chanterelle (1070, boul. Pie XI Nord)
  - École secondaire L'Odyssée (1134, Pie XI Nord): L'Odyssée accueille les élèves de secondaire 1, 2 et, depuis 2014, des élèves de 5e et 6e années du primaire; les élèves de secondaire3, 4 et 5 poursuivent généralement leurs études à l'école secondaire Roger-Comtois, dans le quartier de Loretteville dans l'arrondissement de La Haute-Saint-Charles ou à l'école secondaire de Neufchâtel, tout dépendant dans quelle partie de la ville ils sont situés pour prendre l'autobus scolaire.

À la fin 2015, la construction d'une nouvelle école primaire de 21 classes est annoncée pour combler l'augmentation de la population scolaire sur le territoire, pour une ouverture en 2017.

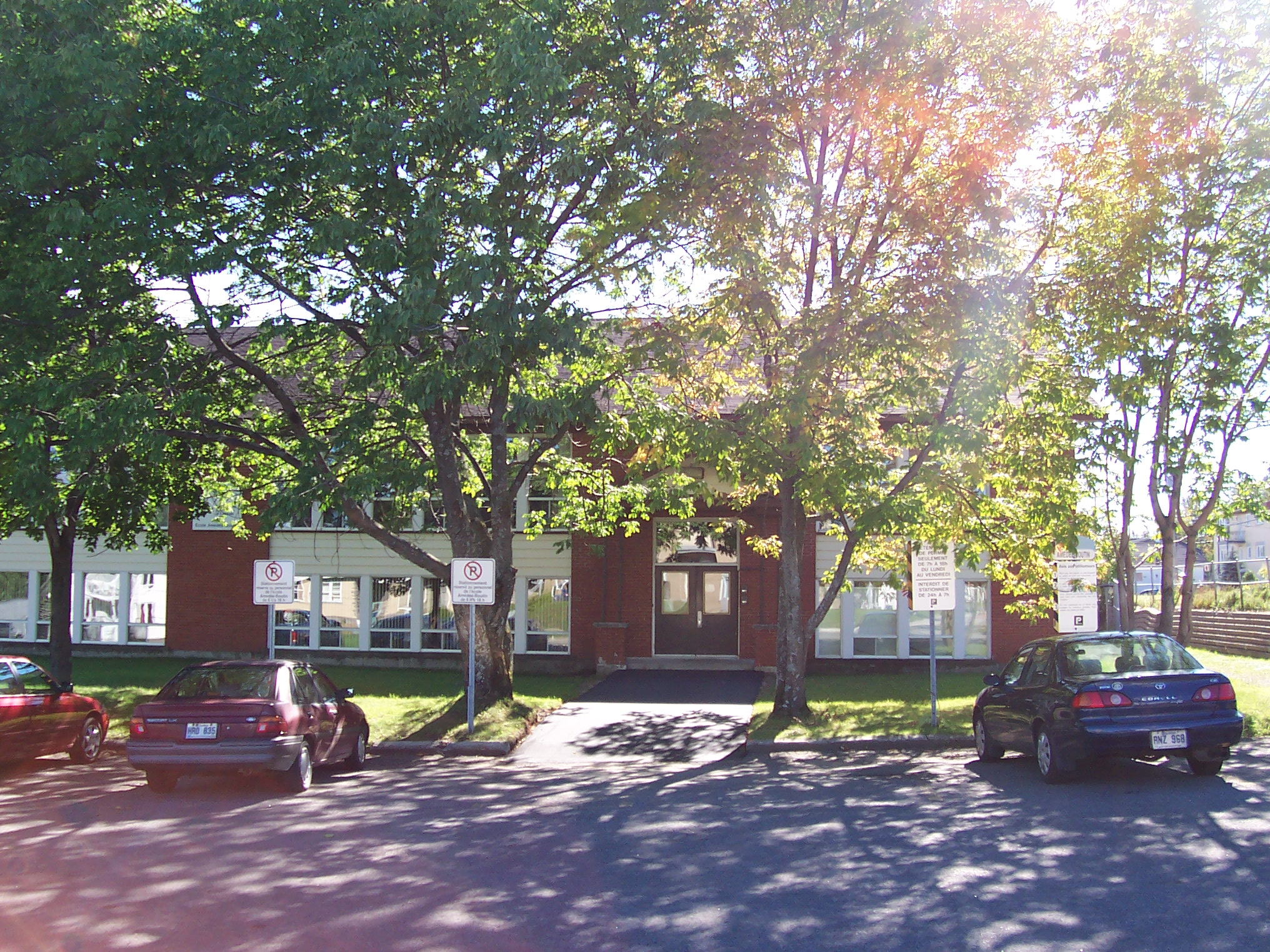
École primaire Amédée-Boutin.
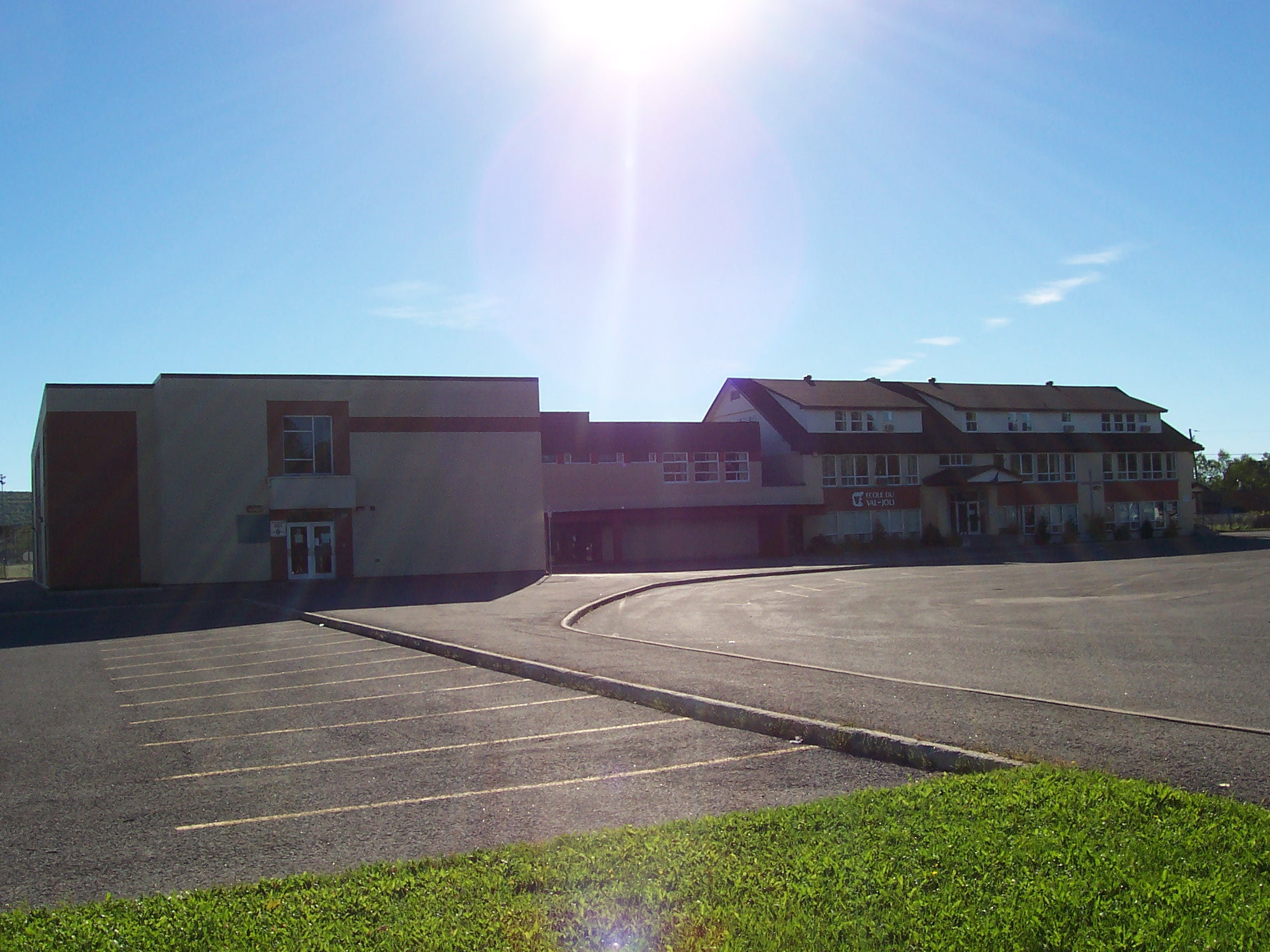
École primaire du Val-Joli.
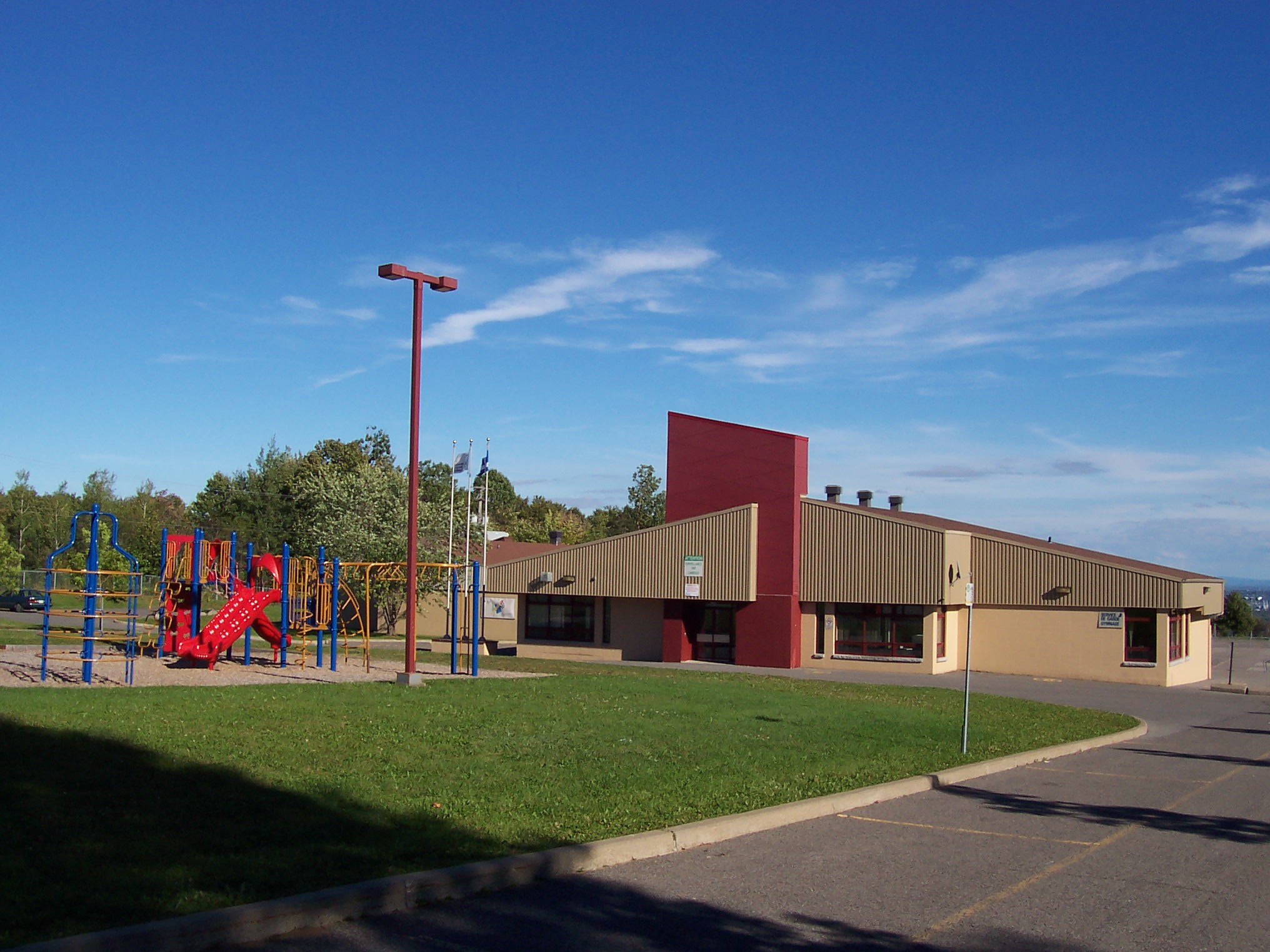
École primaire Jules-Émond.
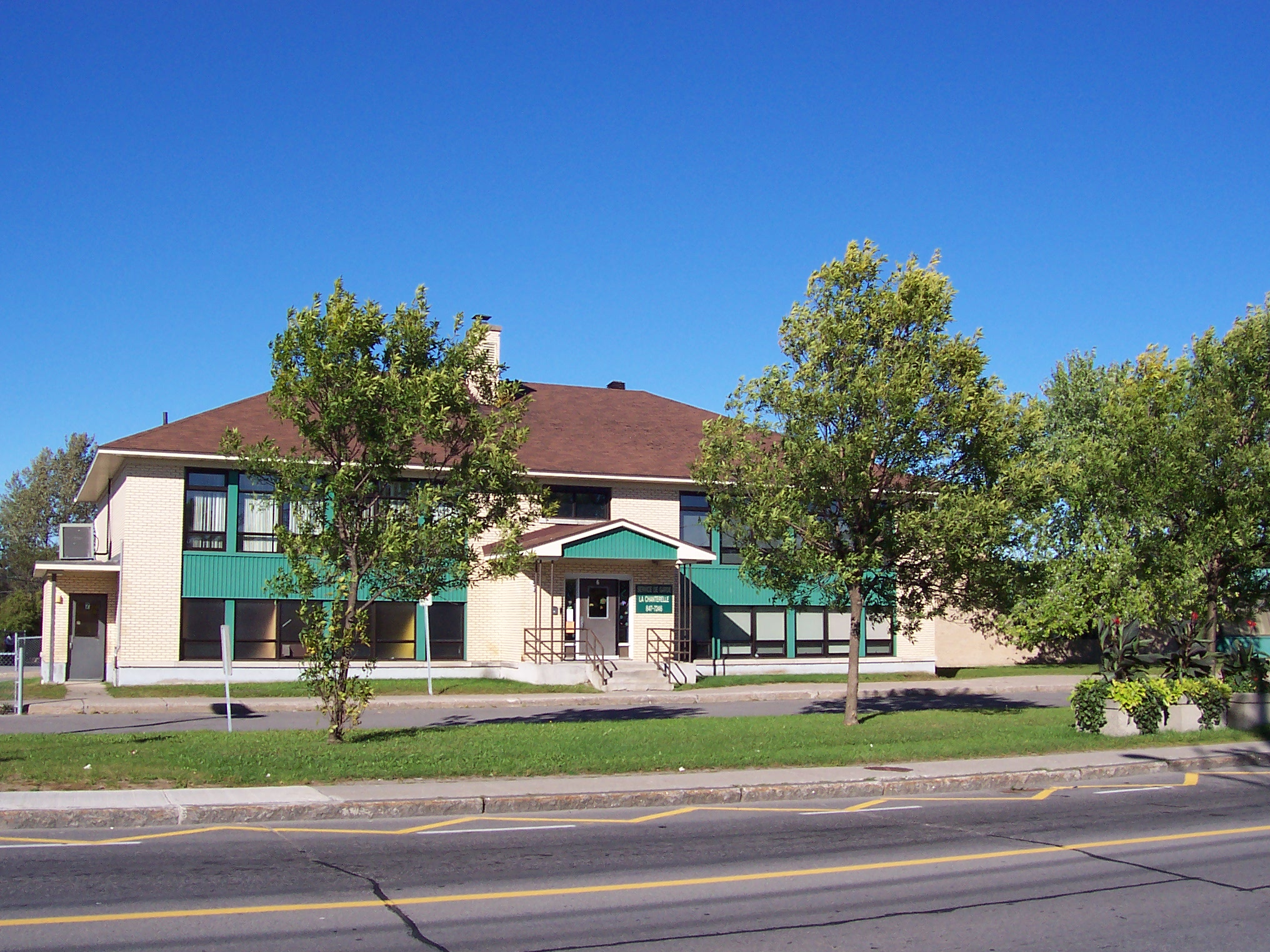
École primaire La Chanterelle.
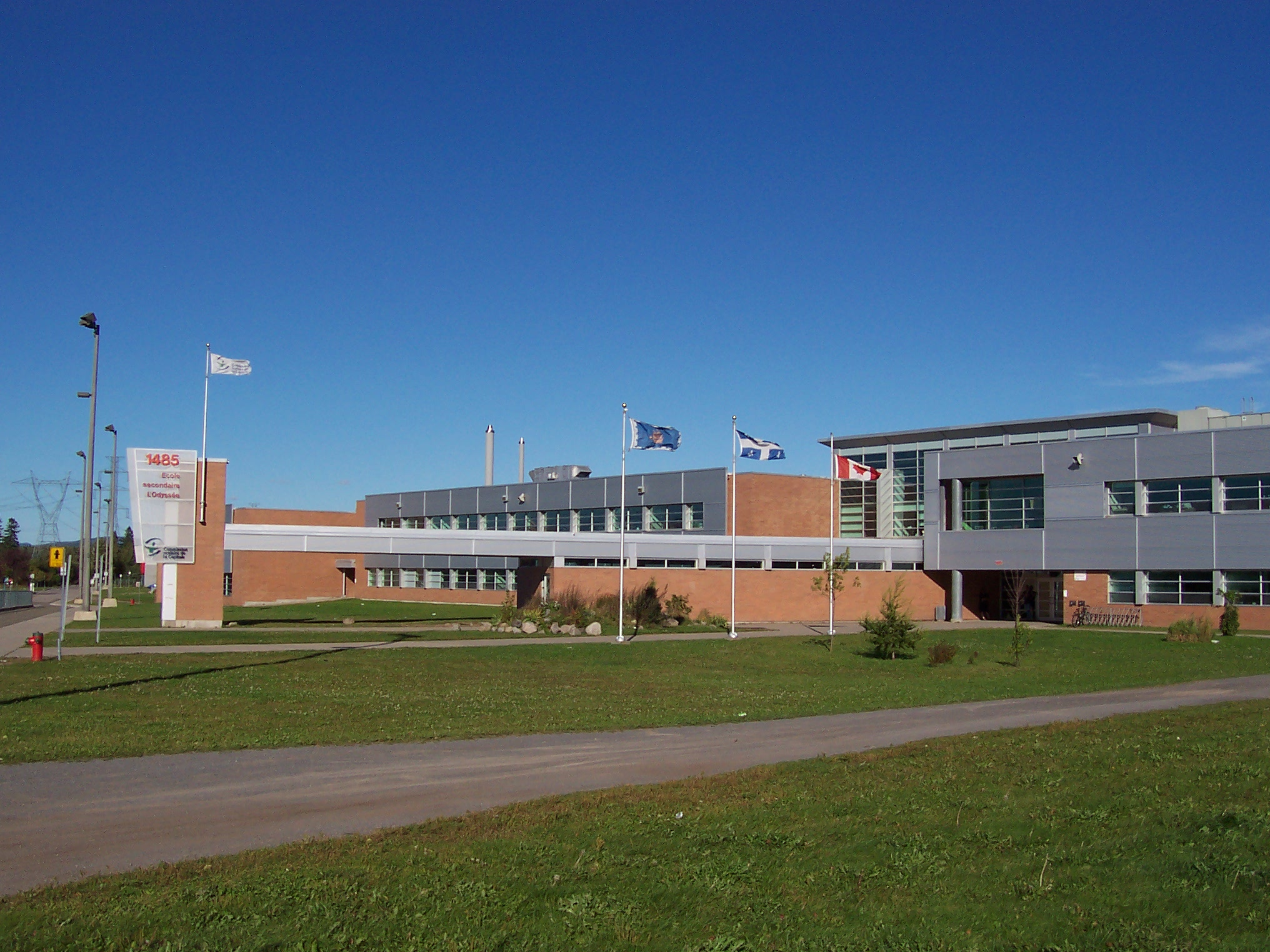
École primaire et secondaire L'Odyssée.

### Édifices religieux

#### Catholiques
La présence de deux églises catholiques, l'une sur le boulevard Pie-XI, l'autre sur la route de l'Aéroport, reflète les deux paroisses originelles. La paroisse de Val-Saint-Michel, devenue par la suite Sainte-Anne-de-Val-Bélair, a été jumelée à la paroisse Saint-Gérard-Majella pour former la paroisse Saint-Martin-de-Val-Bélair qui couvre en 2007 l'ensemble du territoire. L'église Saint-Gérard-Majella, construite en 1909, est complétée par étapes: clocher en 1914, chœur et sacristie en 1928, décoration intérieure en 1948. L'église Sainte-Anne, bâtie en 1949, est une modeste construction de bois.

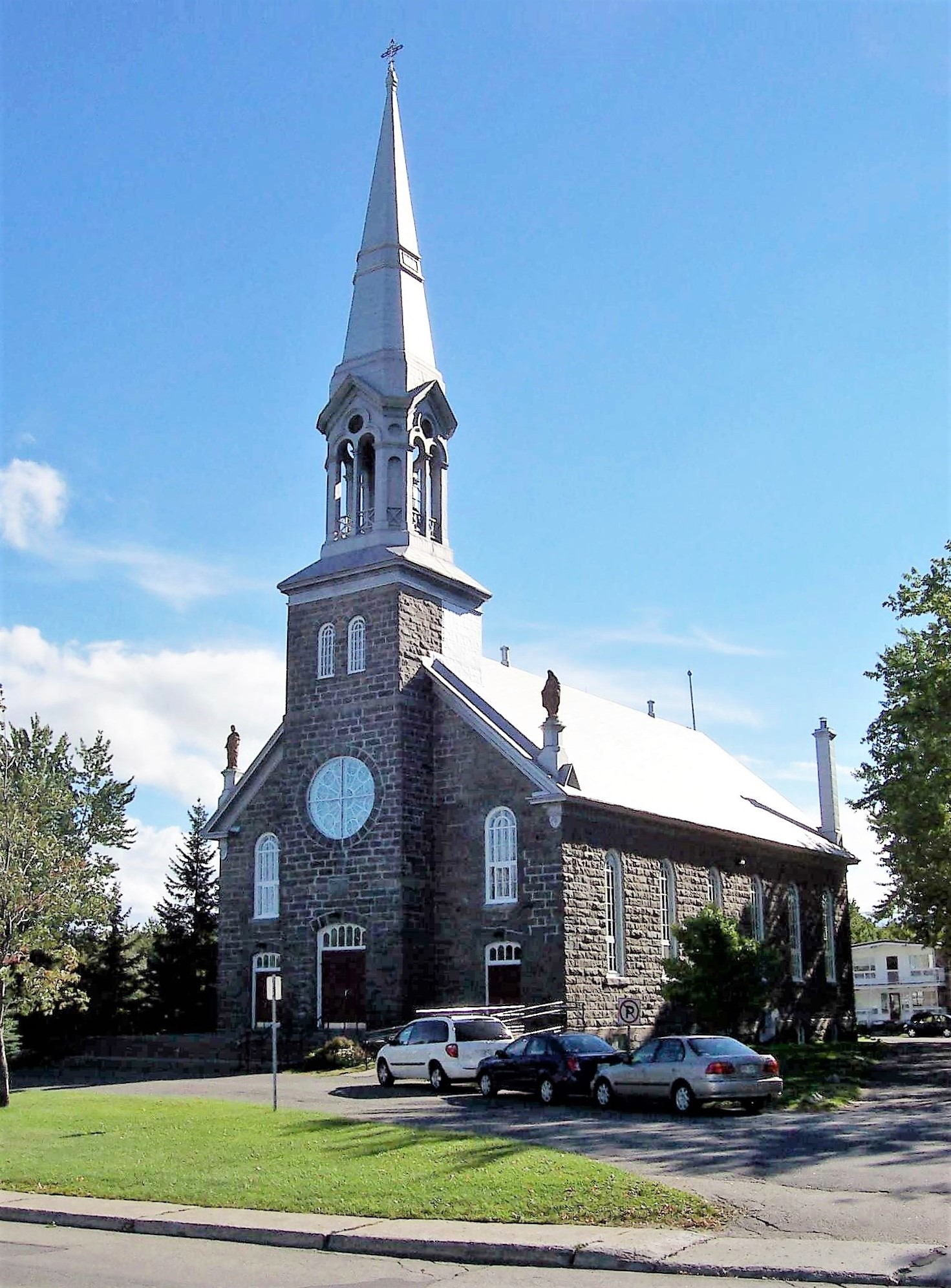
Église Saint-Gérard-Majella
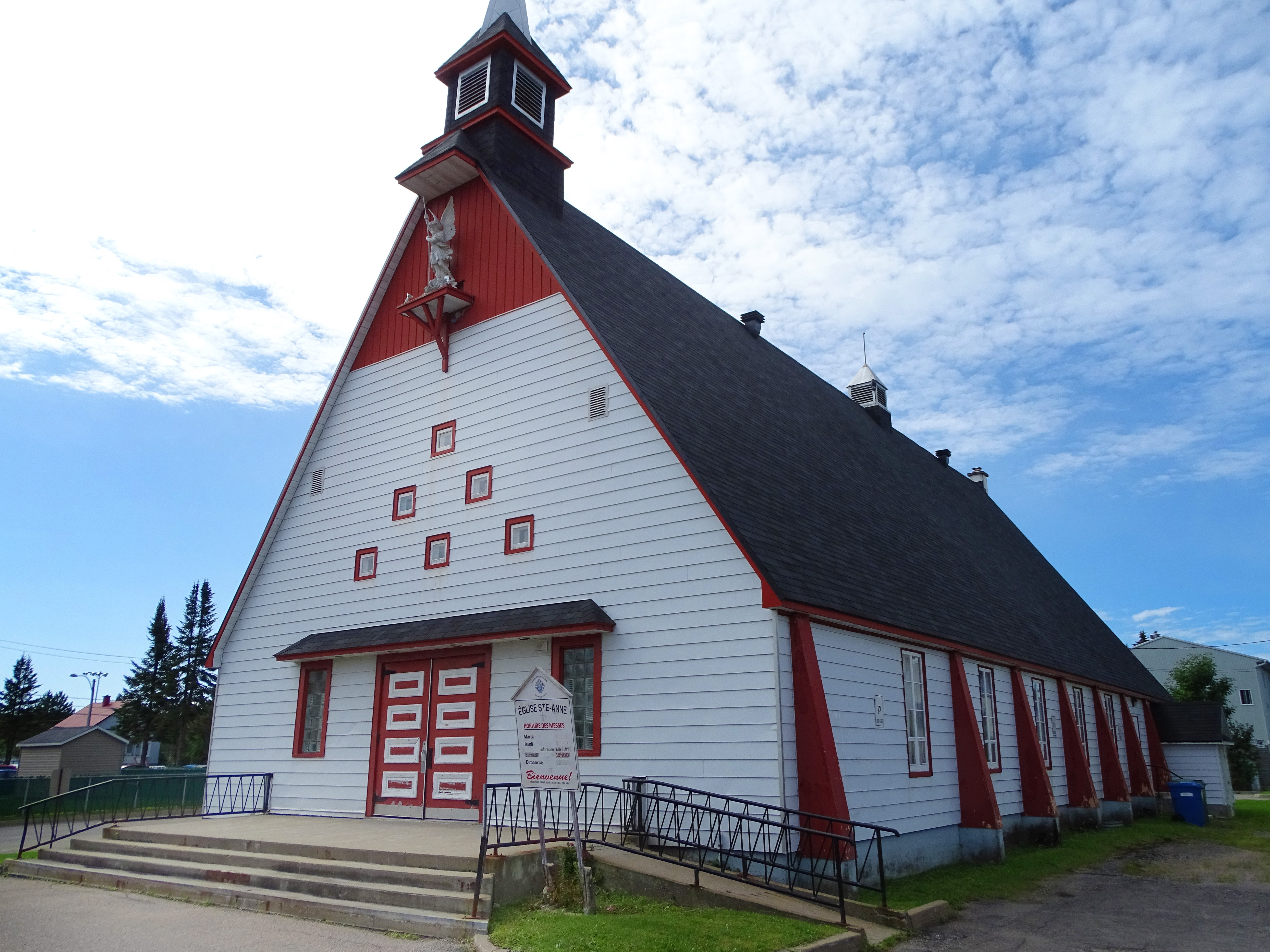
Église Sainte-Anne

### Conseil de quartier

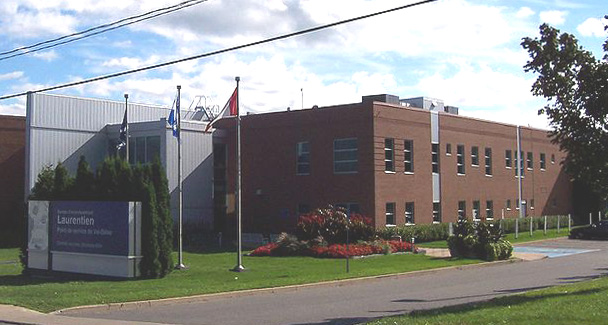
Point de service de l'arrondissement de la Haute-Saint-Charles et ancien hôtel de ville de Val-Bélair.

## Démographie
Lors du recensement de 2016, le portrait démographique du quartier était le suivant :
- sa population représentait 33,5 % de celle de l'arrondissement et 5,4 % de celle de la ville.
- l'âge moyen était de 35,1 ans tandis que celui à l'échelle de la ville était de 43,2 ans.
- 76,8 % des habitants étaient propriétaires et 23,2 % locataires.
- Taux d'activité de 76,5 % et taux de chômage de 3,6 %.
- Revenu moyen brut des 15 ans et plus : 45 584 $.

| 1981   | 1986   | 1996   | 2001   | 2006   | 2011   | 2016   | 2021   |
| ------ | ------ | ------ | ------ | ------ | ------ | ------ | ------ |
| 12 695 | 13 105 | 20 176 | 21 332 | 22 625 | 25 535 | 28 665 | 31 050 |